# Andreas Thierry
Andreas Thierry (* 1970 in Friesach, Kärnten) ist ein Neonazi aus Österreich und ehemaliges Mitglied der rechtsextremen Nationaldemokratischen Partei Deutschlands.

## Werdegang in der rechtsextremen Szene
Thierry wurde Anfang der 1990er Jahre in der rechtsextremen Szene Österreichs aktiv. Nach Angaben des mittlerweile nicht mehr verfügbaren IDGR nahm er nachweislich im Juli 1990 an einem Ausbildungslager der 1992 in der Bundesrepublik verbotenen Nationalistischen Front (NF) teil und soll dieser auch als Mitglied angehört haben. Des Weiteren gehörte er der „Volkstreuen Jugendoffensive“ (VJO) in Österreich an, die der „Nationalistischen Front“ nahestand.
1992 war er maßgeblicher Verfasser eines Flugblattes mit dem Titel Wahrheit über die Waffen-SS, in dem die Bezeichnung der Waffen-SS als verbrecherische Organisation abgestritten wird; Wahrheit sei vielmehr, dass sie ehrenhaft und anständig gekämpft habe. 1993 wurde Thierry nach den Recherchen der österreichischen Zeitschrift ZOOM beim alljährlichen Treffen der Ulrichsberggemeinschaft auf dem Ulrichsberg in Kärnten zusammen mit dem deutschen Rechtsterroristen Peter Naumann gesichtet. Andreas Thierry wurde am Landesgericht Klagenfurt wegen Verstoßes gegen § 3h Verbotsgesetz bedingt verurteilt.
Seit 1998 trat Thierry regelmäßig als Referent oder Redner bei Saalveranstaltungen und Kundgebungen der NPD auf. Im Mai 1999 wurde ihm vom NPD-Parteivorstand das „Amt für weltanschauliche Schulungen“ übertragen.
2004 erwarb Thierry in einer Versteigerung für 45.000 Euro ein Gebäude in Hohenberg, Ortsteil von Rosenberg (Württemberg) bei Ellwangen (Baden-Württemberg). Der ehemalige Hohenberger Gasthof Zum Goldenen Kreuz wurde ab dem 1. Mai 2007 von der NPD/JN als Landesgeschäftsstelle Baden-Württemberg genutzt, außerdem ist dort das von Thierry geleitete Verlags- und Medienhaus Hohenberg OGH ansässig. Das Gebäude wurde bei einem Brandanschlag in der Nacht vom 6. auf den 7. Mai 2007 schwer beschädigt.
2009 kaufte die Gemeinde den Gasthof wieder zurück.
Am 5. April 2009 wurde Andreas Thierry auf dem NPD-Bundesparteitag in Berlin in den Vorstand der Partei mit 90 Stimmen gewählt. 2010 trat er aus der Partei aus.
2011 war Thierry mehrere Monate lang unter dem Pseudonym Andreas Reichl als Redakteur der Stadtzeitschrift „Wels im Bild“ der Moser Medien Group Austria tätig (nicht zu verwechseln mit der JS Moser Medien-Treuhand der Moser-Holding). Er stieg dort zum Chef vom Dienst auf, ehe er nach Enttarnung entlassen wurde.